# Файет (окръг, Тенеси)
Окръг Файет (на английски: Fayette County) е окръг в щата Тенеси, Съединени американски щати. Площта му е 1829 km², а населението – 28 804 души (2000). Административен център е град Самървил.